# Lothar Schoenfelder
Lothar Bruno Karl Schoenfelder (* 11. Juni 1860 in Berlin; † 10. Februar 1926 in Rostock-Brückmannsdorf) war ein deutscher Architekt, preußischer Baubeamter und Stadtbaurat der Städte Liegnitz und Elberfeld. Dort war er auch von 1901 bis 1912 Beigeordneter.:330

## Leben
Als Sohn des zuletzt als Oberbaudirektor im preußischen Ministerium der öffentlichen Arbeiten tätigen Bruno Schoenfelder (1817–1895) wurde Lothar Schoenfelder in Berlin geboren. Dort studierte er (vermutlich an der Technischen Hochschule Charlottenburg) Architektur. Nach der Ablegung des ersten Staatsexamens und einer mehrjährigen Tätigkeit als Regierungsbauführer (Referendar) legte Lothar Schoenfelder 1891 das zweite Staatsexamen im Hochbau ab, mit anschließender Ernennung zum Königlichen Regierungsbaumeister (Assessor). Als Regierungsbauführer und -baumeister fand Schoenfelder im Bereich der Staatsbauverwaltungen in Frankfurt am Main, Bochum und Berlin Einsatz. 1892 nahm er an dem unter den Mitgliedern des Architekten-Vereins zu Berlin ausgeschriebenen Wettbewerb zu einem neuen Kreishaus in Bochum teil. Sein Entwurf wurde vom Preisgericht zum Ankauf empfohlen und nach leichten Änderungen bis zum Bezug des Kreishauses am 1. Juni 1894 ausgeführt. Nach kurzzeitiger Beschäftigung bei der Ministerial-Baukommission in Berlin und der Königlichen Regierung Potsdam schied Schoenfelder mit seiner Berufung als Stadtbaurat in Liegnitz 1898 aus dem Staatsdienst aus. Nach vorausgegangener Wahl der dortigen Stadtverordnetenversammlung zum besoldeten Beigeordneten für die gesetzliche Amtsdauer von 12 Jahren wechselte er dann im Sommer 1901 nach Elberfeld. Dort setzte er sich spätestens seit 1906 für die „Wiederbelebung der bergischen Bauweise“ ein.:261 u. 330
Mit seinem Ausscheiden in Elberfeld ließ er sich im Jahr 1913 in Düsseldorf als Privatarchitekt nieder. Während seiner rheinischen Jahre hielt er unter anderem Lesungen an der Kölner Handelshochschule. Während des Ersten Weltkriegs setzte er sich nach dem Abzug der russischen Truppen aus dem stark zerstörten Ostpreußen für den dortigen Wiederaufbau ein – insbesondere, indem er in den größeren Städten Süd- und Westdeutschlands Lichtbildervorträge zu diesem Thema hielt. Mit der Besetzung des Rheinlandes durch französische Truppen im Jahr 1919 verließ Schoenfelder Düsseldorf. Er zog zunächst nach Schorrentin in Mecklenburg und von dort nach Rostock. In dieser Zeit beteiligte er sich weiterhin am Wiederaufbau in Deutschland. Zuletzt in der Funktion als Gauleiter in Schleswig-Holstein. 1918 ließ Schoenfelder sich eine „Treppe für Schulen, Kasernen und ähnliche öffentliche Gebäude“ patentieren (D.R.P. 305 421).

## Werk

### Bauten
- 1892–1894: Bochum, Bismarckstraße (heute Ostring)/Scharnhorststraße, Kreishaus für den Landkreis Bochum[7] (nach der Auflösung des Kreises Bochum im Jahr 1929 als Stadtbücherei genutzt; während des Zweiten Weltkriegs zerstört.)
- 1895–1896: Göttingen, Corpshaus der Hildeso-Guestphalia, Wilhelm-Weber-Straße 36[12]
- 1899–1901: Liegnitz, Erweiterung des städtischen Krankenhauses[13]
- vor 1901:–9 Liegnitz, Volksschule[14]

### Schriften
- Das neue Kreishaus in Bochum in Westfalen. In: Centralblatt der Bauverwaltung, 15. Jahrgang 1895, Nr. 5 (vom 2. Februar 1895), S. 52–54.
- Massive Decke von F. J. Schürmann in Münster i. W. In: Centralblatt der Bauverwaltung, 15. Jahrgang 1895, Nr. 7 (vom 16. Februar 1895), S. 76.
- Ingenieur-Vereinshäuser. In: Centralblatt der Bauverwaltung, 17. Jahrgang 1897, Nr. 24 (vom 12. Juni 1897), S. 261–263 und Nr. 26 (vom 26. Juni 1897), S. 282–284.
- Die Kupplung von I-Trägern im Hochbau. In: Centralblatt der Bauverwaltung, 20. Jahrgang 1900, Nr. 5 (vom 20. Januar 1900), S. 32.
- Eine neue Volksschule in Liegnitz. In: Centralblatt der Bauverwaltung, 20. Jahrgang 1900, Nr. 9 (vom 3. Februar 1900), S. 49–51
- Die Erweiterungsbauten für das städtische Krankenhaus in Liegnitz. In: Centralblatt der Bauverwaltung, 21. Jahrgang 1901, Nr. 41 (vom 25. Mai 1901), S. 255–257 und Nr. 42 (vom 29. Mai 1901), S. 261 f.
- Die Entwicklung des Steinbaues in Elberfeld von seinem ersten Auftreten bis zur Fertigstellung des alten Rathauses. In: Mitteilungen des Rheinischen Vereins für Denkmalpflege und Heimatschutz, 4. Jahrgang 1910, Heft 2, S. 74–96.
- (mit N. Lehmann): Die Wiederbelebung der alten Bauformen in unserer Zeit. In: Mitteilungen des Rheinischen Vereins für Denkmalpflege und Heimatschutz, 4. Jahrgang 1910, Heft 2, S. 133–147.
- Die Schlacht- und Viehhöfe. Anlage, Bau und innere Einrichtung. Ernst Wasmuth Verlag, Berlin 1921.

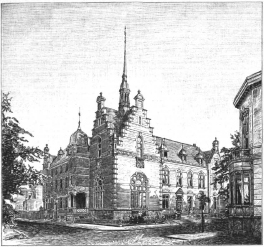
Kreishaus Bochum, Holzstich von O. Ebel
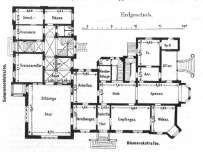
Kreishaus Bochum, Grundriss des Erdgeschosses
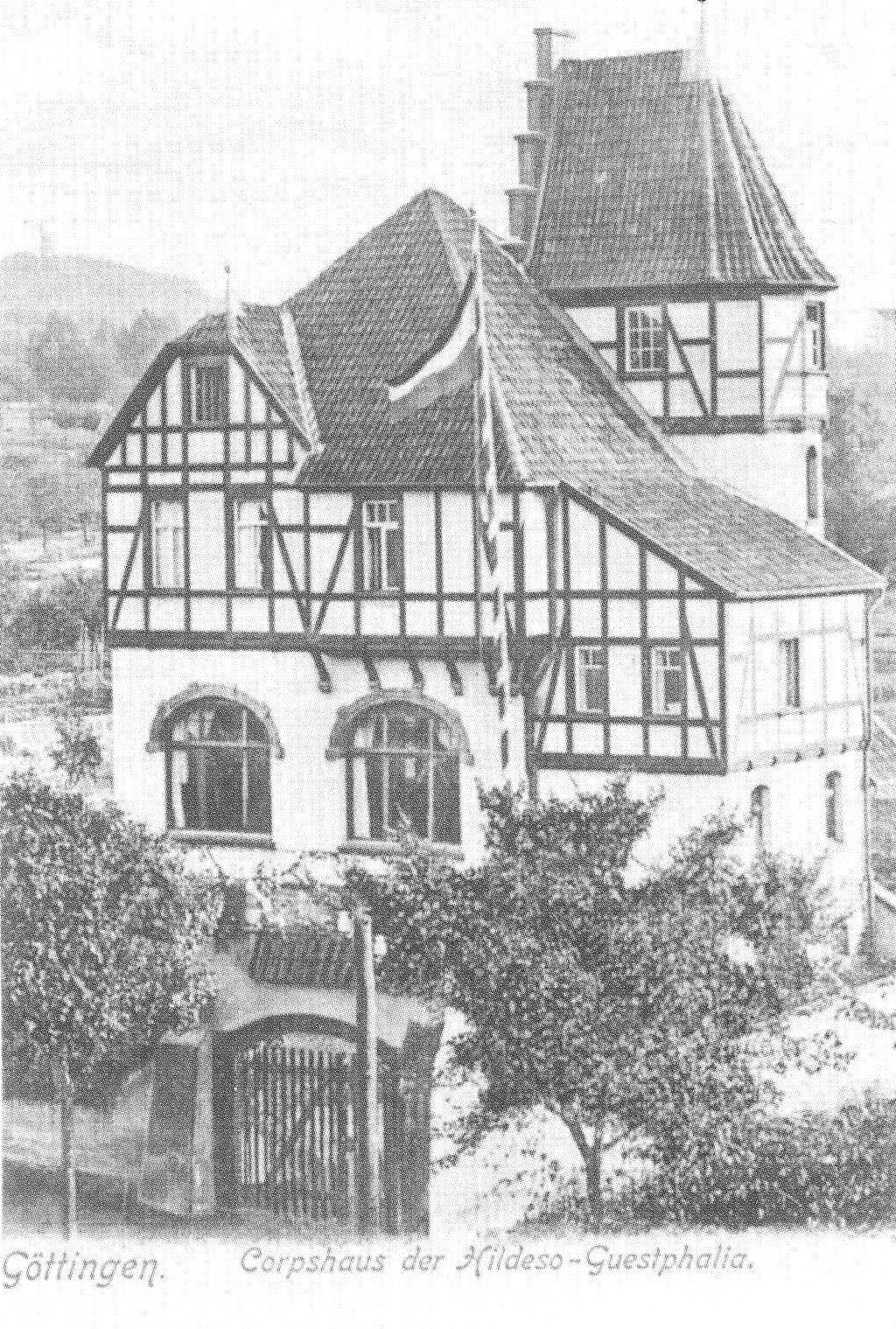
Corpshaus Hildeso-Guestphalia, Göttingen
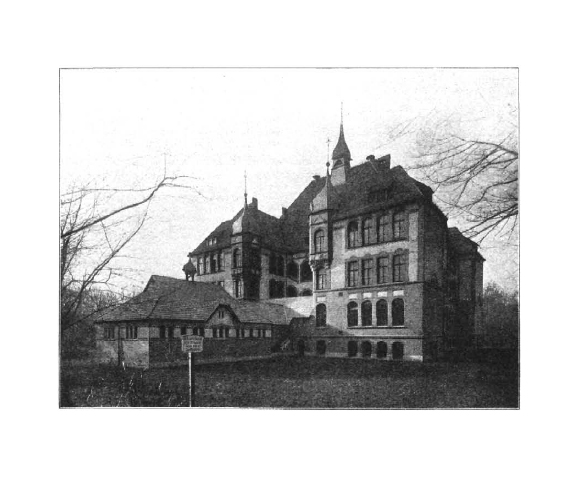
Volksschule Liegnitz
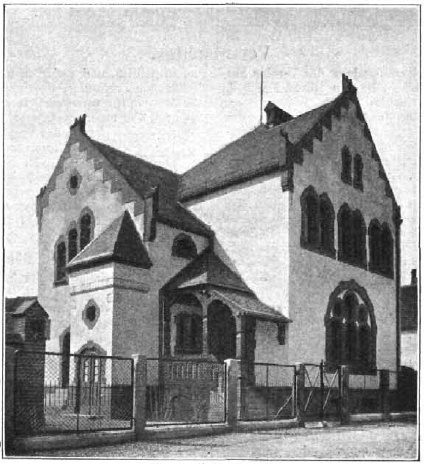
Krankenhaus Liegnitz, Laboratorium